# Arquímedes Puccio
Arquímedes Puccio   (Barracas, 14 de setembre de 1929 - General Pico, 4 de maig de 2013) va ser un reconegut segrestador i assassí en sèrie, líder d'una banda criminal que va terroritzar a l'Argentina en la dècada dels 80. Va ser també comptador, advocat, empresari, membre de la SIDE i integrant de l’ Alianza Anticomunista Argentina. També va formar part del Batallón de Inteligencia 601 i fou membre del Movimiento Nacionalista Tacuara.  Va liderar i va perpetrar els segrestos i posteriors assassinats dels empresaris Ricardo Manoukian, Eduardo Aulet i Emilio Naum. Puccio va ser descobert per la policia al moment de cobrar el rescat de l'empresària Nélida Bollini de Prado, gràcies a la denúncia dels familiars de la víctima, qui va aconseguir sobreviure.
Tenia cinc fills, Alejandro, jugador de la Selecció Argentina de Rugbi, Silvia, Daniel («Maguila»), Guillermo i Adriana. Els seus sequaços van ser el coronel retirat Rodolfo Victoriano Franco, Guillermo Fernández Laborda, Gustavo Contepomi, Roberto Díaz i els seus fills Daniel i Alejandro.

## Biografia
Va néixer el 14 de setembre de 1929 al barri de Barracas, i era el major de sis germans. Els seus germans van ser: Salvador, César, Ròmul, Augusto i Beatriz.
El seu pare era Juan Puccio, cap de premsa del canceller Juan Atilio Bramuglia. La seva mare era Isabel Ordano, una reconeguda pintora.
Va contreure matrimoni a Buenos Aires el 5 d'octubre de 1957 amb la professora de comptabilitat i matemàtica Epifania Ángeles Calvo, nascuda a Buenos Aires el 5 d'agost de 1932 i amb qui va tenir cinc fills: Alejandro Rafael en 1958, Silvia Inés en 1960, Daniel Arquimedes en 1961, Guillermo J. en 1963 i Adriana Claudia, la menor, nascuda el 20 de març de 1970. Epifania era professora en el Col·legi María Auxiliadora.Al poc temps va comprar una casa en el partit de San Isidro, que seria la casa on allotjarien en el futur als segrestats.
Puccio es va diplomar al Col·legi Comercial Hipòlit Vieytes de Buenos Aires i es va graduar com a comptador en la Facultat de Ciències Econòmiques. Entre 1957 i 1964 va ser Vicecònsol en el Ministeri de Relacions Exteriors. El president Juan Domingo Perón li va lliurar un diploma perquè era el diplomàtic més jove de l'època. Va realitzar missions de correu diplomàtic a Madrid. El 1973, va concórrer a l'Escola Superior de Conducció Política que depenia del Moviment Nacional Justicialista. Durant aquesta època, va ser nomenat sotssecretari d'Esports de la Municipalitat de Buenos Aires. És en aquesta Escola on coneix al seu futur còmplice, Guillermo Luis Fernández Laborda, qui treballava com a administrador a l'Hospital Ramos Mejía.
Puccio i Laborda serien membres del Servei d'Intel·ligència de la Força Aèria.
El 20 de juny de 1973 Puccio, Laborda, Díaz i Franco es van trobar en Ezeiza el dia del retorn definitiu de Perón a la l'Argentina.
Puccio va ser part del Batallón de Inteligencia 601, na unitat especial d'intel·ligència de l'Exèrcit Argentí, la qual va ser cèlebre per tenir una activa participació en el terrorisme d'Estat i en l'Operació Còndor. Cal destacar que durant la dictadura autodenominada Procés de Reorganització Nacional que va governar al país durant 1976 a 1983, van existir nombrosos casos de segrestos extorsivos perpetrats per policies o militars.

### El Clan
El clan estava conformat en forma d'una societat anònima que era la propietària de la casa. Part del clan eren Arquimedes Puccio, Guillermo
Fernández Laborda, el coronel Rodolfo Franco, els fills de Puccio; Alejandro i Daniel, i com a síndic, el comptador Revuelta, que no va ser detingut per falta de proves. Revuelta era també el comptador dels Gotelli, un dels quals també havia estat segrestat.
El clan aparentava ser una família comuna. Cap dels seus coneguts sospitava d'ells.
A més dels quatre segrestos coneguts, la policia en el seu moment sospitava que el clan tenia relació amb altres segrestos esdevinguts alguns anys abans. Puccio havia estat acusat de segrestar un empresari de Bonafide, Enrique Pels, en 1973. El clan tenia planejat segrestar unes deu persones, segons una llista escrita en un paper que la policia va trobar en registrar la casa dels Puccio quan el clan va ser desbaratat.
En 1982 Laborda i Puccio es retroben a la Duana, on Laborda era comissionista, i Puccio li comenta el seu pla per a realitzar segrestos amb extorsió.
La primera víctima es va tractar de Ricardo Manoukian de 23 anys d'edat, va ser segrestat el 22 de juliol de 1982. Tenia un cotxe antisegrest i estava entrenat per a evitar un segrest després que el seu oncle hagués estat segrestat, no obstant això va caure en el parany perquè coneixia Alejandro.
El van mantenir durant nou dies lligat de peus i mans i encaputxat en la banyera del bany de la planta alta, el d'Alejandro, amb la cortina del bany tancada. La seva família, propietària dels supermercats Tanti, va pagar un rescat de 500.000 dòlars, però Manoukian va ser assassinat el 30 de juliol amb tres trets al cap i el seu cos llançat al riu prop de Escobar. El seu cadàver va aparèixer molt després en Benavídez. Manoukian era amic d'Alejandro Puccio, fill d'Arquimedes.
El 5 de maig de 1983 el clan va segrestar a Eduardo Aulet, un enginyer industrial jugador de rugbi en el Club Pueyrredón i jovençà amb Rogelia Pozzi, qui va ser capturat quan es dirigia al seu treball amb el seu vehicle. El entregador va ser Gustavo Contepomi, parella de María Esther Aubone, mare de l'esposa de Florencio Aulet, el pare d'Eduardo.
La família va pagar 150.000 dòlars de rescat, però Aulet va ser assassinat a General Rodríguez abans de cobrar el rescat i el seu cos va aparèixer quatre anys més tard.
El clan va decidir emprendre el seu tercer segrest, la víctima seria l'empresari Emilio Naum, 38 anys, amo de les botigues McTaylor. El 22 de juny de 1984, el pla era que Puccio, qui coneixia bé a la seva víctima, el parés mentre Naum es traslladava en el seu cotxe perquè l'acostés a uns pocs carrers, i allí emprendre el segrest. Però al moment de dur a terme l'acte, Naum es va resistir tot i que tenia dos homes que intentaven reduir-lo, un dels sequaços de Puccio el va executar amb un tret de pistola, i el clan es va donar a la fugida.

### Detenció
El 23 d'agost de 1985 la policia va assaltar per sorpresa la casa dels Puccio, ja quan el clan havia efectuat el seu quart segrest, l'empresària Nélida Bollini de Prado, de 58 anys, ja portava un mes en captivitat, la policia tenia sospites sobre la família, però no sabien res dels anteriors segrestos. Quan van arribar les forces de l'ordre, Alejandro estava amb la seva núvia a la casa. El clan amb Arquimedes van ser detinguts quan estaven per cobrar el rescat.
Les dones, la mare, les filles i la núvia d'Alejandro van negar tenir coneixement de tot, però a la jutgessa del cas, María Servini de Cubría, li va cridar l'atenció que cap d'elles se sorprengués o preguntés què havia passat. Segons la jutgessa l'única a la qual no es podia responsabilitzar era a la filla menor, però la resta no podia desconèixer-ho. Segons els psicòlegs que la van atendre, la nena sabia el que ocorria però no tenia edat per comprendre els fets.

## Condemna i alliberament
Puccio mai va reconèixer els seus crims i sempre va sostenir ser un patriota i un pres polític.
Al desembre de 1985 Puccio va ser condemnat a reclusió perpètua més l'accessòria per temps indeterminat. Durant el seu presidi es va convertir a la religió evangèlica i va realitzar els cursos corresponents d'advocat.
A l'abril de 2008, va ser beneficiat amb la llibertat condicional gràcies a la "llei del 2x1" per la qual la Justícia li va computar 23 anys i vuit mesos de presó. Arquímedes Puccio fou traslladat a l’Instituto Correccional Abierto de General Pico La Pampa, tan bon punt se li va revocar la presó domiciliària que complia a Buenos Aires, per haver violat les condicions d'aquesta, sent allí, a general Pico va obtenir la llibertat condicional, va continuar així vivint en aquesta ciutat, on va exercir com a advocat, després de matricular-se en aquesta província, va anar a viure a la casa d'un pastor evangèlic i finalment, després d'haver conviscut amb una dona molt de menor que ell, es va instal·lar en una pensió, on finalment va morir. Ningú va assistir al seu enterrament.

## Defunció
Arquimedes Puccio va morir el 4 de maig de 2013 en General Pic als 83 anys d'edat per una complicació derivada d'un accident cerebrovascular després de separar-se de la parella amb la qual vivia. Ningú va reclamar el seu cos i va ser enterrat en una fossa comuna.

## En la cultura popular
El director de cinema Pablo Trapero va fer una pel·lícula titulada El Clan basada en els fets delictius de la família Puccio. La pel·lícula, protagonitzada per Guillermo Francella i Peter Lanzani, es va estrenar el 13 d'agost de 2015 a l'Argentina i ha estat la més taquillera de l'any en aquest país. En la pel·lícula hi ha una llicència dramàtica: el fill Daniel "Maguila" no era present al principi del film però en la realitat el fill va participar de tots els segrestos.
A més al setembre de 2015 es va estrenar la minisèrie Historia de un clan per Telefe, que també retrata els delictes comesos per la família. La mateixa va ser dirigida per Luis Ortega i protagonitzada per Alejandro Awada i el Chino Darín.